# Divoš (Srijemska Mitrovica, Srbija)
Divoš (ćir.: Дивош) je naselje u općini Srijemska Mitrovica u Srijemskom okrugu u Vojvodini.

## Stanovništvo
U naselju Divoš živi 1.585 stanovnika, od čega 1.276 punoljetnih stanovnika s prosječnom starosti od 41,8 godina (40,5 kod muškaraca i 43,1 kod žena). U naselju ima 523 domaćinstva, a prosječan broj članova po domaćinstvu je 3,02.
Prema popisu iz 1991. godine u naselju je živjelo 1.527 stanovnika.
| Etnički sastav 2002. |            |        |
| Narod                | Stanovnika |        |
| Srbi                 | 1.468      | 92,61% |
| Jugoslaveni          | 29         | 1,82%  |
| Hrvati               | 11         | 0,69%  |
| Slovaci              | 10         | 0,63%  |
| Rusini               | 3          | 0,18%  |
| Mađari               | 3          | 0,18%  |
| Muslimani            | 2          | 0,12%  |
| Bugari               | 2          | 0,12%  |
| Nijemci              | 1          | 0,06%  |
| Makedonci            | 1          | 0,06%  |
| nepoznato            | 45         | 2,83%  |

| broj stanovnika | 1387  | 1495  | 1614  | 1644  | 1618  | 1527  | 1585  |
|                 | 1948. | 1953. | 1961. | 1971. | 1981. | 1991. | 2001. |

## Vanjske poveznice
- Karte, položaj vremenska prognoza
- [neaktivna poveznica]